# Эсхатология свидетелей Иеговы
Эсхатология свидетелей Иеговы занимает центральное место в системе их религиозных верований.
Свидетели Иеговы верят, что последние дни, предсказанные во 2-м послании к Тимофею, в 24-й главе Евангелия от Матфея и в Апокалипсисе, начались в 1914 году, и что Иисус Христос присутствует невидимым образом и начал править на небесах.

## Категории избранных
С точки зрения свидетелей Иеговы существует особый класс людей: «помазанники» или «малое стадо», число которых ограничено 144 тысячами, которые после смерти отправляются на небо (воскресая в духовных телах), и «другие овцы» или «великое множество» неограниченное числом, которые после Армагеддона будут жить на Земле (Отк. 14:1; Пс. 36:29).

## Последние дни
Согласно пониманию библейской хронологии, принятому свидетелями Иеговы в настоящее время, время невидимого присутствия Христа после Его возвращения началось осенью 1914 года. Период, продолжающийся со времени пришествия Христа по настоящее время, называется «последними днями» (Ис. 2:2—4; 2Тим. 3:1—5, 13).

## Армагеддон
Армагеддон — это битва Иеговы с Сатаной.
...это не война между людьми; её будут вести невидимые войска Бога. Эта война неизбежна, и она произойдёт в то время, которое установил Иегова Бог, поступающий «по своей воле по отношению к небесному воинству и живущим на земле» (Дан. 4:35; см. также Мф. 24:36).
144 тысячи избранных будут взяты на небо, а остальные праведники обретут мир на преображённой земле. При этом живущие на земле свидетели Иеговы не будут принимать участия в уничтожении злых людей в Армагеддоне, но будут наблюдателями того, как это сделает Бог; однако воскресшие к небесной жизни свидетели Иеговы — из числа «помазанников» или 144 000 — примут под руководством Иисуса Христа непосредственное участие в истреблении злых уже как «духовные личности».

## После Армагеддона
В течение 1000 лет после Армагеддона будет происходить великое воскресение людей, во время которого будут воскрешены к жизни большинство живших на Земле людей. После Армагеддона под правлением Иисуса Христа как царя над Землёй, она будет превращена в Рай и через 1000 лет, после последнего испытания сатаной и окончательного уничтожения сатаны, передана Иегове вместе с совершенным человечеством, состоящим из нынешних свидетелей Иеговы (выдержавших все испытания) и воскрешённых.

## Критика эсхатологии
| Хроника эсхатологии Свидетелей Иеговы |                         |                              |                          |                     |                   |                                                    |                                      |                        |                   |                   |                   |
|                                       | Начало «последних дней» | Невидимое присутствие Христа | Христос как Царь на небе | Воскресение 144 000 | Суд над религиями | Начало седьмого тысячелетия существования человека | «Армагеддон» и конец «системы вещей» | Воскресение патриархов |                   |                   |                   |
| 1879-1920                             | 1799                    | 1874                         | 1878                     | 1878                | 1878              | 1997                                               | не ранее 1914, 1918                  | не ранее 1914, 1918    |                   |                   |                   |
| 1920-1925                             | 1799                    | 1874                         | 1878                     | 1878                | 1878              | 1997                                               | близко                               | 1925                   |                   |                   |                   |
| 1925-1927                             | 1799                    | 1874                         | 1914                     | 1878                | 1878              | 1997                                               | во время жизни поколения 1914 года   | до Армагеддона         | до Армагеддона    | до Армагеддона    | до Армагеддона    |
| 1927-1930                             | 1799                    | 1874                         | 1914                     | 1918                | 1878              | 1997                                               | во время жизни поколения 1914 года   | до Армагеддона         | до Армагеддона    | до Армагеддона    | до Армагеддона    |
| 1930-1933                             | 1799                    | 1874                         | 1914                     | 1918                | 1919              | 1997                                               | во время жизни поколения 1914 года   | до Армагеддона         | до Армагеддона    | до Армагеддона    | до Армагеддона    |
| 1933-1950                             | 1914                    | 1914                         | 1914                     | 1918                | 1919              | 1997                                               | во время жизни поколения 1914 года   | до Армагеддона         | до Армагеддона    | до Армагеддона    | до Армагеддона    |
| 1950-1966                             | 1914                    | 1914                         | 1914                     | 1918                | 1919              | 1997                                               | во время жизни поколения 1914 года   | после Армагеддона      | после Армагеддона | после Армагеддона | после Армагеддона |
| 1966-1975                             | 1914                    | 1914                         | 1914                     | 1918                | 1919              | 1975                                               | во время жизни поколения 1914 года   | после Армагеддона      | после Армагеддона | после Армагеддона | после Армагеддона |
| 1975-1995                             | 1914                    | 1914                         | 1914                     | 1918                | 1919              | 1975                                               | во время жизни поколения 1914 года   | после Армагеддона      | после Армагеддона | после Армагеддона | после Армагеддона |
| 1995-2009                             | 1914                    | 1914                         | 1914                     | 1918                | 1919              | 1975                                               | близко                               | после Армагеддона      | после Армагеддона | после Армагеддона | после Армагеддона |

Критики эсхатологии свидетелей Иеговы довольно часто утверждают, что высшее руководство организации свидетелей Иеговы (президенты Общества Сторожевой Башни и Руководящий совет), основываясь на собственных истолкованиях библейской хронологии, неоднократно устанавливало разнообразные даты как сроки конца света («завершения системы вещей»).
Действительно, некоторые их публикации упоминали 1914, 1925, 1975 годы, намекая, что в это время, возможно, следует ожидать либо Армагеддона, либо вознесения помазанных христиан на небеса, либо воскресения древних праведников на земле, либо иных событий в совокупности.
По мнению Рассела, Армагеддон должен был наступить не ранее октября 1914 года, рассматриваемого как завершение «времён язычников».
В 1920 году Дж. Ф. Рутерфорд писал, что согласно Библии, Исследователи Библии могли с уверенностью ожидать в 1925 году воскресения пророков:

Как мы указали выше, великий юбилей должен начаться в 1925 году. В это время получит признание земная фаза царства. Апостол Павел в 11-й главе послания Евреям перечисляет длинный список верных людей древности, которые умерли до распятия Господа и до начала выбора церкви. Они не могут стать частью небесного класса; у них нет небесных надежд; но Бог приготовил для них кое-что. Они будут воскрешены совершенными людьми и будут князьями, или правителями, на земле, согласно его обещанию (Псалом 44:17; Исаия 32:1; Матфея 8:11). Следовательно, мы можем с уверенностью ожидать, что 1925 год принесёт с собой возвращение Авраама, Исаака, Иакова и верных пророков прошлого, в частности тех, которых Апостол упоминает в 11-й главе Евреям, к состоянию человеческого совершенства.— Рутерфорд Дж. Ф. Миллионы ныне живущих никогда не умрут (Millions Now Living Will Never Die). - С.88-89. (англ.)
В 1929 году для них на деньги Исследователей Библии был построен особняк в Калифорнии, носивший имя Бет Сарим (с ивр. — «дом князей»), в котором жил сам Рутерфорд.
С другой стороны, некоторые (а в определённые времена и многочисленные) Свидетели по-своему интерпретировали эти указания и делали определённые выводы, в том числе спекулятивного характера. К примеру, часть свидетелей Иеговы в западных странах незадолго до 1975 года влезали в долги (с расчётом на то, что их не придётся отдавать из-за конца системы вещей). В изданиях свидетелей Иеговы появлялись сообщения о том, что члены организации продавали своё имущество и приступали к полновременному (пионерскому) служению, надеясь таким образом провести «короткое оставшееся до конца злого мира время». Статистика показывает, что в течение нескольких лет перед 1975 годом наблюдался приток новых членов (крещённых свидетелей Иеговы) в ряды организации; а после 1975 года и наступившего у многих разочарования наблюдалось существенное падение числа крещений. Согласно воспоминаниям свидетелей Иеговы из бывшего СССР, подобное наблюдалось и в странах соцлагеря в 1970-х годах (где данная религия находилась под запретом), при этом особого падения числа новых адептов или сокращения действующих членов организации не наблюдалось. По мнению ряда бывших свидетелей Иеговы (в частности, бывшего члена Руководящего совета Реймонда Френца, известного своей критикой вероучения свидетелей Иеговы), подобный «дух бодрствования» не только не осуждался, но и поощрялся высшим руководством свидетелей Иеговы.
Изменение представлений свидетелей Иеговы о датах представлено в таблице.